# Толкуша
Толку́ша  — традиційна їжа чукотсько-камчатських народів на російському Далекому Сході, особливо на Камчатці.
Виготовляється способом розтирання в дерев'яній ступці суміші з юколи або риб'ячої ікри, ягід (чорниця, водянка), кедрових горіхів, кіпрею, місцевих цибулинних — наприклад «сарани» (Рябчик камчатський), до пастоподібної консистенції.
Деякі народи, без подальшої термообробки, додають в пасту риб'ячий жир, а деякі — варять суміш в тюленячому, китовому або риб'ячому жирі.